# Wilhelm Zlamal
Wilhelm Zlamal (10. října 1915 Šternberk – 22. prosince 1995 Šternberk) byl český malíř německé národnosti.

## Život
Po studiích na měšťance vystudoval dvouletý malířský kurz v Berlíně. Mezi léty 1934–1938 studoval na Akademii výtvarných umění v Praze u Maxe Švabinského. Poté studoval ještě na Akademii výtvarných umění v Mnichově u Hermanna Kaspera. V roce 1940 získal jubilejní stipendium mnichovské nadace Dr. Mondschea. Studium bylo úspěšné, o čemž svědčí mnohá ocenění a výstavy v Mnichově, Drážďanech a Vídni.
V roce 1946 byla odsunuta jeho matka se sourozenci do bavorského Weissenhornu. Roku 1956 mu ministerstvo zahraničí zamítlo první žádost o vystěhování do NSR. Počátkem šedesátých let mu byla umožněna cesta do NSR, kde navštívil hrob matky a své odsunuté sourozence. Poznání současné německé výtvarné kultury mu přineslo nové podněty, které se pak projevily v silné expresivitě jeho obrazů.
Wilhelm Zlamal se specializoval na krajinářství a portréty. Ve své tvorbě byl silně inspirován německým malířstvím.
V druhé polovině padesátých let vyhrál anonymní soutěž na výzdobu vstupní haly hlavního nádraží ve městě Olomouc, jež je dílem architekta Šlapety. Jeho největší sgrafito, o ploše 310 m2, zobrazuje dvacet sedm třímetrových tančících figur. Přípravné a studijní práce trvaly dva roky.